# رولو، دوک نورماندی
رولو (انگلیسی: Rolf؛ نورمن: Rou؛ نرس: فرانسوی: Rollon‎; ح. ۸۴۶ – ح. ۹۳۰) یا گانج رولف (انگلیسی: RolloGaange) یک جنگجو و فرمانده ارتش وایکینگ بود که اولین دوک منطقه نورماندی در فرانسه شد.

## نام
به‌طور کلی نام Rollo به معنای لاتین سازی نام یکی از خدایان وایکینگها فرض می‌شود. مورخی فرانسوی در قرن دهم ثبت کرده‌است که رولو نام غسل تعمید رابرت را گرفته‌است. ولی عده‌ای دیگر بر این باورند که نام رولو نام یکی اجداد رولو است که هنوز بر سر این نام بحث و جدل‌های زیادی است.

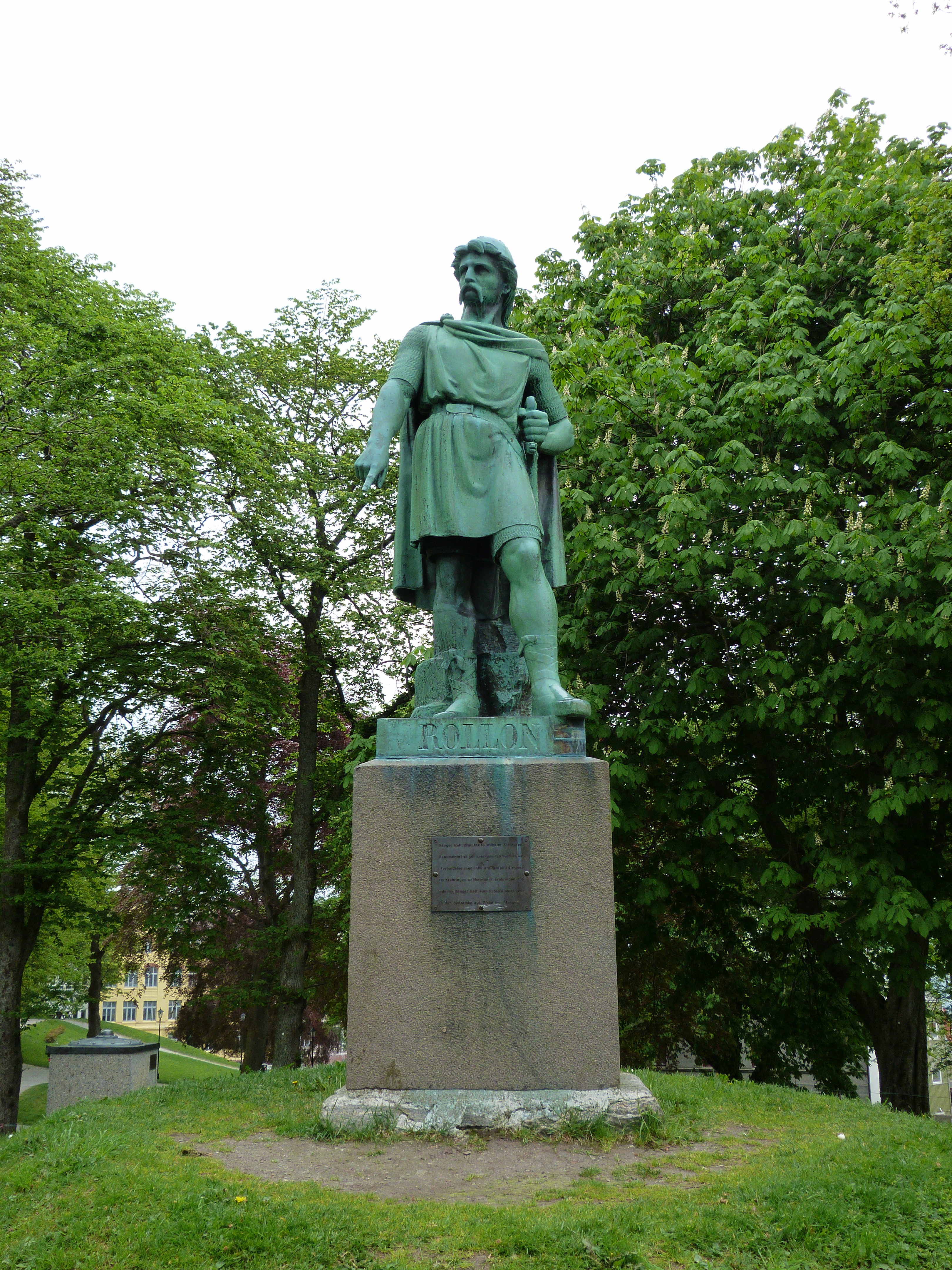
مجسمه یادبود رولو، دوک نرماندی در السوند، نروژ

## تولد و پیشینه
رولو در اواسط قرن ۹ میلادی متولد شد. محل تولد او تقریباً به‌طور قطع در منطقه اسکاندیناوی واقع شده‌است، اگرچه دانمارکی یا نروژی بودن وی مشخص نیست. اولین واقعه تصدیق شده تاریخی مرتبط با رولو، سهم وی در هدایت وایکینگ‌هایی است که در ۸۸۵–۸۸۶ پاریس را محاصره کردند اما اودوی فرانسه آنها را از این کار دور کرد. منابع قرون وسطایی درمورد اصل و نسب نروژی یا دانمارکی بودن خانواده رولو با یکدیگر تناقض دارند و بعضی‌ها معتقد هستند که رولو در سوئد یا در منطقه اسکاندیناوی به دنیا آمده‌است. در سریال وایکینگ‌ها تولد رولو را در منطقه اسکاندیناوی نشان داده‌است که با مخالفت بسیاری از تاریخ‌نگاران مواجه شد. تا حدی، این اختلاف ممکن است ناشی از استفاده معنایی یکسان در اروپا باشد، در آن زمان، اصطلاحاتی مانند "وایکینگ‌ها"، "شمالی‌ها"، "سوئدی‌ها"، "دانمارکی‌ها"، "نروژی‌هاً و غیره (در قرون وسطی) از متون لاتین Dani vel Nortmanni به معنای "دانمارکی‌ها یا مردم شمالی") کاربرد یکسانی داشت. زندگینامه رولو، نوشته شده توسط روحانی دودو از سنت کوئنتین در اواخر قرن دهم، ادعا کرد که رولو اهل دانمارک است («داچیا»). یکی از نوه‌های بزرگ رولو و معاصر دودو به رابرت دانمارکی معروف بود. با این حال، Dudo's Historia Normannorum (یا Libri III de moribus et actis primorum Normanniae ducum) توسط نوه رولو، ریچارد یکم، دوک نورماندی و - در حالی که دودو احتمالاً به اعضای خانواده یا سایر افراد با یک خاطره زنده از رولو دسترسی داشت - این واقعیت باید به عنوان زندگینامه رسمی در برابر سوگیری‌های احتمالی متن سنجیده شود. طبق گفته دودو، برخورد یک پادشاه دانمارکی که نام او مشخص نشده با خانواده رولو، از جمله پدرش -نجیب‌زاده دانمارکی بدون نام- و گوریم، برادر رولو، خصمانه بود. پس از مرگ پدرشان، گوریم کشته شد و رولو مجبور به ترک دانمارک شد. به نظر می‌رسد دودو منبع اصلی ویلیام ژومیژ (بعد از ۱۰۶۶) و اردیک ویتالیس (اوایل قرن ۱۲) بوده‌است، اگرچه هر دو شامل جزئیات دیگری هستند.
سوابق نروژی برای رولو ابتدا صریحاً توسط گفردو مالاترا (جفری مالاترا)، راهب و مورخ بندیکتین قرن یازدهم ادعا شد، که نوشت: «رولو با ناوگان خود با جسارت از نروژ به سواحل مسیحی رفت.» به همین ترتیب، ویلیام مالمزبری، مورخ انگلیسی قرن ۱۲، اظهار داشت که رولو «از نژاد نجیب در میان نروژی‌ها متولد شد».
وقایع نگاری به نام Benoît (احتمالاً Benoît de Sainte-More) در اواسط قرن دوازدهم میلادی Chronique des ducs de Normandie نوشت که رولو در شهری به نام "Fasge" متولد شده‌است. از آن زمان به بعد به‌طور مختلف به Faxe، در Sj Slland (دانمارک)، Fauske، در Sykkulven (نروژ) یا شاید یک شهرک مبهم‌تر تعبیر شده‌است که از آن زمان رها شده یا تغییر نام داده‌است. بنوئت همچنین ادعا کرد که رولو توسط یک حاکم محلی مورد آزار و اذیت قرار گرفته و از آنجا به "جزیره اسکانزاً فرار کرده‌است که احتمالاً منظور وی از بنوئیت اسکانیا (Sk Swedishne سوئدی) است. در حالیکه فاکس از نظر ظاهری بسیار به اسکانیا نزدیکتر بود، به نظر می‌رسد مناظر کوهستانی "Fasge"، که توسط بنوت توصیف شده‌است، بیشتر شبیه Fauske است.  بنوئیت در جای دیگری از Chronique می‌گوید که رولو دانمارکی است.
مورخان دیگر، رولو را با هرولف واکر (نورس گونگو-هرولفر؛ گانگر-هرولف دانمارکی) از حماسه‌های ایسلندی قرن هجدهم، هیمسکرینگلا و Orkneyinga Saga شناسایی کرده‌اند. هرولف واکر اینگونه نامگذاری شد زیرا "آنقدر بزرگ بود که هیچ اسبی نمی‌توانست او را حمل کند". منابع ایسلندی ادعا می‌کنند که هرولفر در اواخر قرن ۹ در ترونژیم (که امروزه با نام تروندهایم شناخته می‌شود) در غرب نروژ متولد شد و پدر و مادر وی مروارید نروژی Rognvald Eysteinsson ("Rognvald the Wise") و یک نجیب‌زاده اهل مور بودند. به نام هیلدر هرولفسدوتیر. با این حال، این ادعاها سه قرن پس از تاریخ به سفارش نوه خود رولو صورت گرفت.
ممکن است شواهد عینی برای خویشاوندی بین رولو و معاصر تاریخی وی کتیل فلاتنوز، پادشاه جزایر - قلمرو نورس با مرکزیت جزایر غربی اسکاتلند - وجود داشته باشد. اگر همان‌طور که ریچر پیشنهاد کرد، پدر رولو نیز کتیل نامیده می‌شد و همان‌طور که دودو پیشنهاد می‌داد، رولو برادری به نام گوریم داشت، این نام‌ها شواهد زیادی برای یک ارتباط خانوادگی است: منابع ایسلندی پدر کتیل فلاتنوز را به عنوان بورن گریمسون، و گریم -نام ضمنی پدربزرگ پدری کتیل فلاتنوز- به احتمال زیاد با گوریم خویشاوند بود. علاوه بر این، هر دو منبع ایرلندی و ایسلندی اظهار داشتند که رولو در جوانی از اسکاتلند دیدار یا در آنجا زندگی می‌کرد، جایی که صاحب دختری به نام کادلینار شد (Kaðlín، 'کاتلین'). گفته می‌شود که اجداد کتیل فلاتنوز از مور -خانه اجدادی رولو در منابع ایسلندی آمده‌اند. با این حال، کتیل یک نام رایج در جوامع نورس بود و همچنین نام‌هایی مانند گوریم و گریم.

## زندگی‌نامه
دودو و Flodoard (تاریخ‌نویس معاصر رولو) در مورد تصرف روآن در سال ۸۷۶ توسط رولو، اطلاعاتی ثبت کرده‌اند. رابرت از مارس برتانی، مبارزاتی علیه وایکینگ‌ها تقریباً در تمامی منطقه روآن و دیگر شهرک‌ها انجام داده‌است. سرانجام، وی «استانهای خاص ساحلی» را به آنها واگذار کرد.
طبق گفته دودو، رولو در انگلستان با پادشاهی به نام آلستم دوستی برقرار کرد. این بسیاری از مورخان را متحیر کرده‌است، اما اخیراً این معما حل شده‌است که تشخیص می‌دهد این اشاره به گوتروم، رهبر دانمارکی است که آلفرد بزرگ او را با نام تعمید آتلستن غسل تعمید داد و سپس در سال ۸۸۰ به عنوان پادشاه سواحل شرقی شناخته شد.
دودو ثبت کرده‌است که وقتی رولو با زور بایو را تصرف کرد، پوپا یا پاپا، دختر کنت برنگار را با خود برده و با وی ازدواج کرد و از این ازدواج، پسر و وارث رولو، ویلیام لانگ اسبورو به دنیا آمد.
سال ۹۱۱ میلادی، روبر یکم، برادر اودوی فرانسه، مجدداً گروه دیگری از جنگجویان وایکینگ را در شارتر با سواران ورزیده خود شکست داد. این پیروزی زمینه را برای غسل تعمید و استقرار رولو در نورماندی فراهم کرد. طبق معمول، رولو نام غسل تعمید روبر را به نام پدرخوانده خود روبر یکم به کار برد. اولین سوابق مربوط به سال ۹۱۸ در منشور شارل ساده کمک مالی اولیه به «نورمن‌های سن»، یعنی «رولو و همکارانش» برای «حفاظت از پادشاهی» اشاره داشت. دودو با نگاه گذشته‌نگر اظهار داشت که این پیمان در سال ۹۱۱ در سنت کلر-سور-اِپت انجام شد. رولو در ازای رسمیت شناختن سرزمین‌هایی که در اختیار داشت، حاضر به تعمید شد و به پادشاه در دفاع از قلمرو کمک کرد. رولو نام غسل تعمید رابرت را گرفت، همان‌طور که رسم بود که نام پدرخوانده‌ها را بگیرند. مهریه توافق قرار بود ازدواج بین رولو و گیزلا، دختر شارل ساده باشد. دودو ادعا کرد که گیزلا دختر قانونی شارل است. از آنجایی که شارل برای اولین بار در سال ۹۰۷ میلادی ازدواج کرد، این بدان معناست که گیسلا در زمان پیمان ۹۱۱ که پیشنهاد ازدواج او را داد، حداکثر ۵ ساله بود؛ بنابراین حدس زده شده‌است که او می‌تواند یک دختر نامشروع باشد. در خواستگاری دیپلماتیک کودک تردیدی وجود ندارد.
دودو داستانی طنزآمیز را روایت می‌کند که در سایر منابع اولیه در مورد وفاداری رولو به شارل ساده به عنوان بخشی از پیمان سنت کلر-سور-اپت تکرار نشده‌است. اسقف‌های خدمتکار به رولو اصرار کردند که برای اثبات وفاداری خود پای پادشاه را ببوسد. رولو با گفتن اینکه «من هرگز زانوی خود را مقابل زانوی هیچکس خم نخواهم کرد و پای هیچکس را نمی‌بوسم» امتناع کرد. در عوض، رولو به یکی از جنگجویان خود دستور داد پای پادشاه را ببوسد. جنگجو با بالا بردن پای پادشاه به دهان خود در حالی که پادشاه ایستاده بود، عمل کرد و این «باعث شد شاه بر پشت خود بیفتد» و باعث سرگرم شدن اطرافیان رولو گردید. رولو با گرفتن سوگند وفاداری، زمین‌ها را بین رودهای اپت و ریسل بین سرداران خود تقسیم کرد و در پایتخت دو روکتو واقع اقامت گزید. رولو از قدرتی همانند کنت‌ها که در آن زمان بالاترین مقام محلی در حکومت فرانک‌ها به حساب می‌آمد، برخوردار بود.
با توجه به روآن و سرزمین‌های بعد از آن در ازای اتحاد با فرانک‌ها، توافقی شد که هم به نفع خود رولو و هم به نفع متحدان فرانکی وی که تمایل داشتند که اختیارات خود را بر مهاجران وایکینگ گسترش دهند، بود. به نظر می‌رسد این انگیزه امتیازات بعدی به وایکینگ‌های رود سن باشد، که در اسناد دیگر آن زمان ذکر شده‌است. هنگامی که شارل ساده سلطنت خود را به رودولف فرانسه تسلیم کرد، رولو احساس کرد که عهد و پیمانش با پادشاهان فرانسه باطل است و حمله به غرب برای گسترش قلمرو خود و فشار بر سایر حکام برای پیشنهاد سازش دیگر را آغاز کرد. نیاز به توافق زمانی ضروری شد که روبر یکم، جانشین شارل ساده، در سال ۹۲۳ کشته شد. رودولف به عنوان حامی توافق‌نامه جدیدی ثبت شد که به موجب آن گروهی از نیروهای دریایی، استان‌های بسین و ماین را واگذار کردند. فرض بر این است که این شهرک‌نشینان، رولو و یارانش هستند که اقتدار خود را از دره سن به سمت غرب حرکت می‌دهند. هنوز مشخص نیست که آیا به رولو نسبت به وایکینگ‌هایی که قبلاً در این منطقه ساکن شده‌اند، برای مهار آنها لقب ارباب داده می‌شود یا فرانک‌های اطراف بایو برای محافظت از آنها در برابر سایر رهبران وایکینگ‌ها که در شرق بریتانیا و شبه جزیره کوتنتین مستقر شده‌اند.

## مرگ
رولو در مدت زمانی بین ۹۲۸ تا ۹۳۳ درگذشت و حکومت بر دوک‌نشین نورماندی به پسر و جانشینش ویلیام یکم، دوک نورماندی رسید.

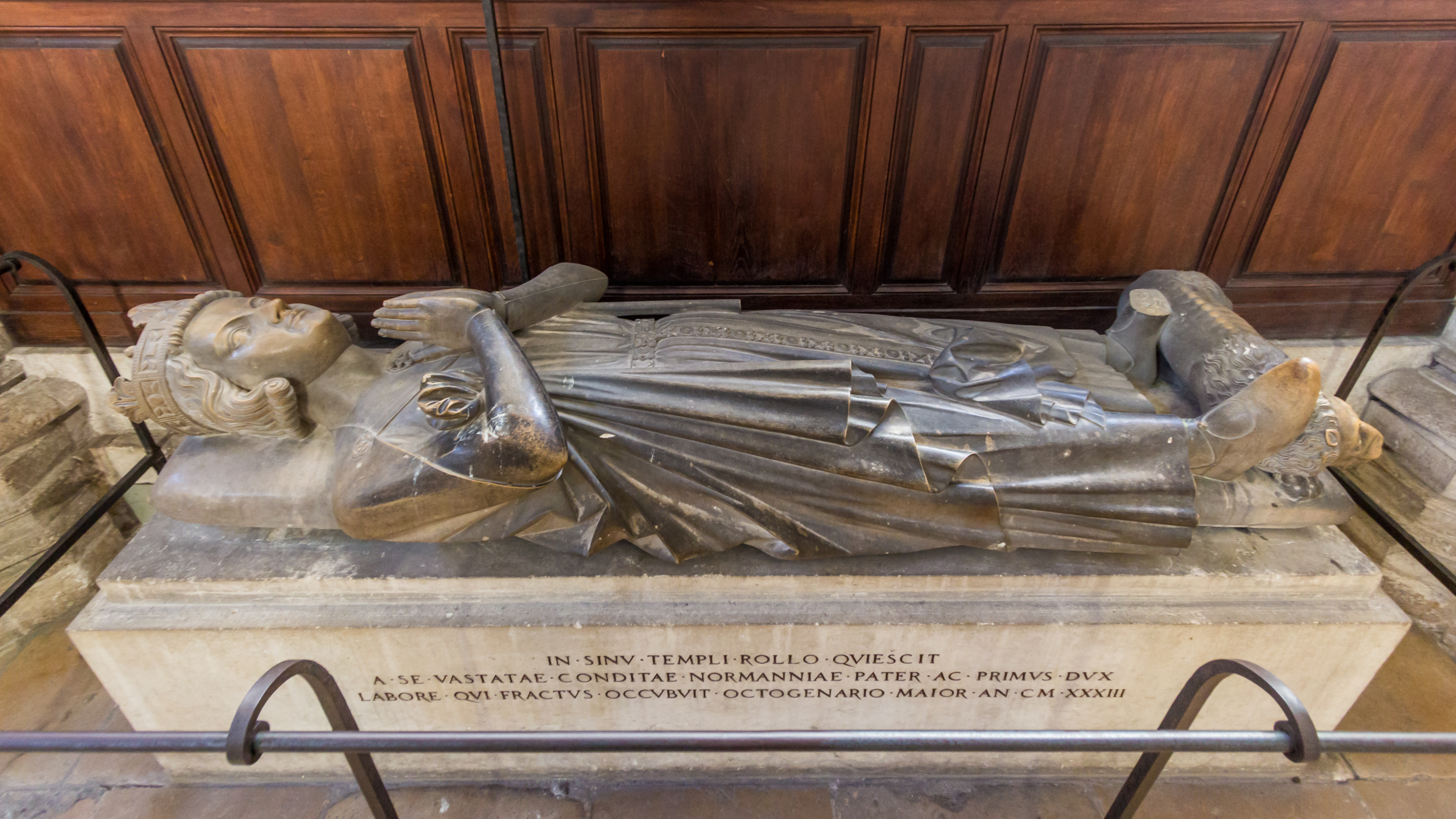
مقبره رولو در کلیسای سنت روآن، فرانسه